# Finn Bengtsson
Finn Gustav Bengtsson, född 4 juni 1956 i Falkenberg, är en svensk politiker (moderat), professor och överläkare. Han var riksdagsledamot 2006–2018, invald för Östergötlands läns valkrets.

## Biografi
Bengtsson är överläkare och professor i klinisk farmakologi.

### Riksdagsledamot
Han kandiderade i riksdagsvalet 2006 och blev ersättare. Bengtsson var statsrådsersättare för Gunilla Carlsson från och med 6 oktober 2006 till mandatperiodens slut. Under mandatperioderna 2010–2018 var han ordinarie riksdagsledamot.
I riksdagen var Bengtsson ledamot i socialförsäkringsutskottet 2010–2014 och socialutskottet 2014–2015. Han var även suppleant i finansutskottet, socialförsäkringsutskottet och socialutskottet, samt ledamot i styrelsen för Stiftelsen Riksbankens jubileumsfond 2008–2014.

### Politiska åsikter
Bengtsson förespråkar en restriktiv narkotikapolitik.
Under 2015 fick han avsevärd uppmärksamhet för sitt motstånd mot decemberöverenskommelsen. 2016 installerades han som hedersledamot i Föreningen Heimdal.
Bengtsson har i en intervju upprepat delar av den kritik mot Moderaterna som den före detta moderata riksdagsledamoten Anne-Marie Pålsson riktade mot partiet i sin bok Knapptryckarkompaniet 2011: Hårda ord riktade mot ledamöter med avvikande uppfattningar på riksdagsgruppens möten, svårigheten att bidra inom det områden han kan bäst samt hur ledamöter dagtingar med samvetet för att nå och behålla makten. Bengtsson, som gick med i partiet 1970, beskrev även hur Moderaterna inför de senaste tre partiledarbytena (Bo Lundgren, Fredrik Reinfeldt och Anna Kinberg Batra) lovade mer öppenhet och högre i tak men att det tvärtom har blivit ännu mer toppstyrt och att toppstyrningen har befäst sig som en kultur i partiet.

### Privatliv
Bengtsson bor i Linköping, är gift och har tre döttrar.